# Аюпов, Арон
Арон Аюпов (1903 год, село Забурунье — дата смерти неизвестна) — председатель колхоза «Родина» Новобогатинского района Гурьевской области, Казахская ССР. Герой Социалистического Труда (1948).

## Биография
Родился в 1903 году в крестьянской семье в селе Забурунье (сегодня — Зинеден Исатайского района). Трудовую деятельность начал в 1916 году. С 1917 по 1930 года трудился в рыбоводческом хозяйстве № 3 в Тенгизском районе. С 1930 года — рядовой колхозник в колхозе «Дорога к социализму». В 1947 году назначен председателем колхоза «Родина» Новобогатинского района.
Указом Президиума Верховного Совета СССР от 23 июля 1948 года «за получение высокой продуктивности животноводства в 1947 году при выполнении колхозом обязательных поставок сельскохозяйственных продуктов и плана развития животноводства» удостоен звания Героя Социалистического Труда с вручением ордена Ленина и золотой медали «Серп и Молот».

## Источник
- Арон Аюпов. Сайт «Герои страны».
- Мероприятие, посвящённое 115-летию со дня рождения Героя Социалистического Труда Арона Аюпова